# 尕布龙
尕布龙（1926年—2011年10月8日），男，蒙古族，青海海晏人，中华人民共和国政治人物，曾任青海省人民政府副省长，青海省人大常委会副主任，第八届全国政协委员。